# PAPR
PAPR（英: Power Architecture Platform Reference）は、2006年にPower.orgにより提唱された、Powerアーキテクチャ技術をベースとした、新しいオープンなコンピュータ処理の基盤を作るためのイニシアチブである。
PAPRは1990年代に作られた以前の2つの試みであるPRePおよびCHRPの後継であり、The PAPR specification （PAPR仕様）はLinuxオペレーティングシステムを稼働させる標準的なPowerアーキテクチャのコンピュータの開発基盤を提供する。PAPRはPower.orgの活動であり、過去にIBMがPRePで行ったのと同様に、一定の要件を満たすハードウェア、ソフトウェア、ファームウェアの制定を行っている。実際にはPAPRは、Genesiにより開発されたOpen Firmware仕様の拡張であり、それによりPAPRマシンは市販のPC周辺機器や増設カードの利用が可能になるという優位を得た。
Power.org の分科会をリードするWind River Systemsは、ePAPRとして知られる組み込みの仕様を2007年の第4四半期に向けて作成している。

## 準拠製品
- Genesi TetraPower - デュアル PowerPC 970MP プロセッサー - CPC945 northbridge および Open Firmwareを使用
- IBM JS20/21 - PowerPC 970FX/MP ベースのBladeCenter用ブレード

## 参照
1. ↑  Wind River Joins Power.org Community
2. ↑  Power.org Debuts Specification Advances and New Services At Power Architecture Developer Conference